# Martin Bojowald

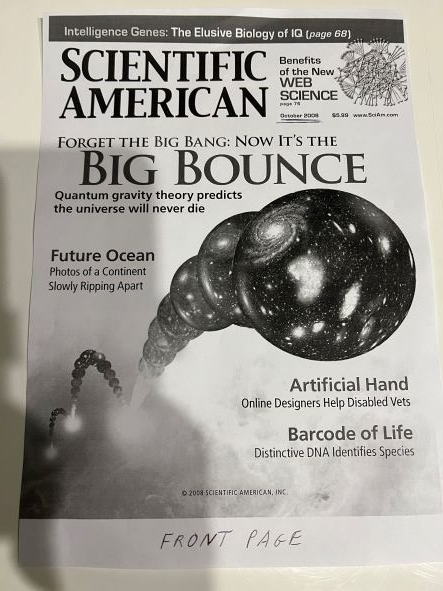
Forget the Big Bang: Now it's the Big BounceTitelseite des SciAm, 10/2008.

Martin Bojowald (* 18. Februar 1973 in Jülich) ist ein deutscher theoretischer Physiker. Bojowald forscht über Quantengravitation und lehrt theoretische Physik am „Institute for Gravitation and the Cosmos“ der Pennsylvania State University. Bojowald vertritt die Theorie des Big Bounce, eines von der Urknall-Theorie abweichenden zyklischen Modells. 

## Leben
Martin Bojowald absolvierte 1992 sein Abitur am Stiftischen Gymnasium in Düren. Anschließend studierte er Physik an der Technischen Hochschule Aachen mit dem Diplom-Abschluss 1998 bei Hans A. Kastrup. Bei Kastrup wurde er im Jahr 2000 mit einer Dissertation über Quantum geometry and symmetry als Fellow des Deutsche-Forschungsgemeinschaft-Graduiertenkollegs Strong and electroweak interactions at high energies promoviert. Als Post-Doktorand arbeitete er von 2000 bis 2003 am Center for Gravitation and Geometry der Pennsylvania State University (Penn State) in den USA.
Zwischen 2003 und 2005 war er Wissenschaftler (Junior Staff Scientist) am Max-Planck-Institut für Gravitationsphysik (auch „Albert-Einstein-Institut“ genannt) in Golm bei Potsdam.
2006 wurde er Assistant Professor am Institut für Gravitation und Kosmologie (Institute for Gravitation and the Cosmos, IGC) der Pennsylvania State University bei Abhay Vasant Ashtekar, einem der Pioniere der Schleifenquantengravitation. Dort ist er seit 2009 als Associate Professor tätig.

## Werk
Bojowald hat die von ihm weiterentwickelte Schleifenquantengravitation (SQG, englisch Loop quantum gravity LQG), auf den kosmologischen Anfang angewandt, „um die ultimative Grenzfrage der Kosmologie zu lösen“. Demnach verläuft die Raumzeit nicht wie in Einsteins Allgemeiner Relativitätstheorie (ART) beschrieben kontinuierlich, sondern diskret, in kleinsten Planck-Einheiten:

„Aus der Quantenphysik wissen wir, dass Materie aus Atomen besteht. Die Schleifenquantengravitation, kurz Loop-Theorie, teilt auch den Raum und die Zeit in kleinste Einheiten auf, quasi in „Raumzeit-Atome“. Die sind so klein, dass man sie wohl niemals direkt beobachten kann. Wir reden von Schleifen, aber der Name ist nicht so wichtig. Wichtig ist, dass diese kleinsten Einheiten verhindern, dass das Universum im Urknall auf die Größe null schrumpft.“

Er vertritt die Theorie des Big Bounce, eines von der Urknall-Theorie abweichenden zyklischen Modells. Hierbei wird der Big Bang als ein Großer Rückprall (Big Bounce) interpretiert. Demnach hätte das Weltall weder Anfang noch Ende. Es war immer schon da. Ein sich unter dem Einfluss der Gravitation bis zu einer höchsten Dichte kontrahierendes Universum implodiert in einem Big Crunch (Kollaps), woraufhin es zu einem Big Bounce (großen Rückprall) kommt. Eine neue Expansionsphase beginnt, bis die Gravitation die Ausdehnung wieder stoppt und es zu einer erneuten Kontraktion kommt. Diese zyklischen Phasen: Kontraktion eines Vorgängeruniversums bis zum Big Crunch (Kollaps) – Rückprall (Big Bounce), Expansion eines Nachfolgeuniversums, Rekollaps ..., wiederholen sich nach diesem Modell in einem ewigen Kreislauf:

„Der Urknall wäre demnach die explosive Folge einer noch früheren Implosion, verursacht durch exotische Quanteneffekte.“

Bojowald versucht, mit mathematischen Methoden den Ursprung des Universums zu ergründen. 

„Ich hatte an mathematischen Methoden zur Beschreibung des Universums gearbeitet. In einer der Gleichungen konnte man ein Vorzeichen frei wählen, plus oder minus. Mir fiel auf, dass man das Minus als Zeit vor dem Urknall und das Plus als Zeit nach dem Urknall interpretieren konnte.“

Das Big-Bounce-Modell umgeht das Problem der Singularität, welche die ART an ihre Grenzen bringt. Bojowald bemüht das Bild eines umgestülpten Luftballons. Wie in einem umgestülpten Luftballon, seien Raum- und Zeitrichtungen invertiert, und man habe es mit einem kontrahierenden, kollabierenden Universum jenseits des Urknalls zu tun. Der durch die SQG hinzukommende neue Aspekt ist nach Bojowald ein repulsives Verhalten (Big Bounce, Rückprall) der Gravitation bei allerkleinsten Abständen im Bereich der Planck-Dimensionen:

„Wie ein poröser Schwamm , der nur eine begrenzte Menge Wasser aufnehmen kann und in vollgesogenem Zustand Überschusswasser ausstößt, so wirkt das Zeitgitter abstoßend, sobald an einem Zeitpunkt zu viel Energie lokalisiert zu werden droht. […] Wegen der Kleinheit der Zeitschritte kann ein Zeitgitter sehr viel Energie aufnehmen, aber nicht beliebig viel. Dies wird am Urknall bedeutend, dem höchst-energetischen Ereignis im Universum. […] Ein Überschuss an Energie kann nur verhindert werden, indem der Kollaps des Universums selbst, also die Ursache für den Energiezuwachs, gestoppt und in Expansion umgekehrt wird.“

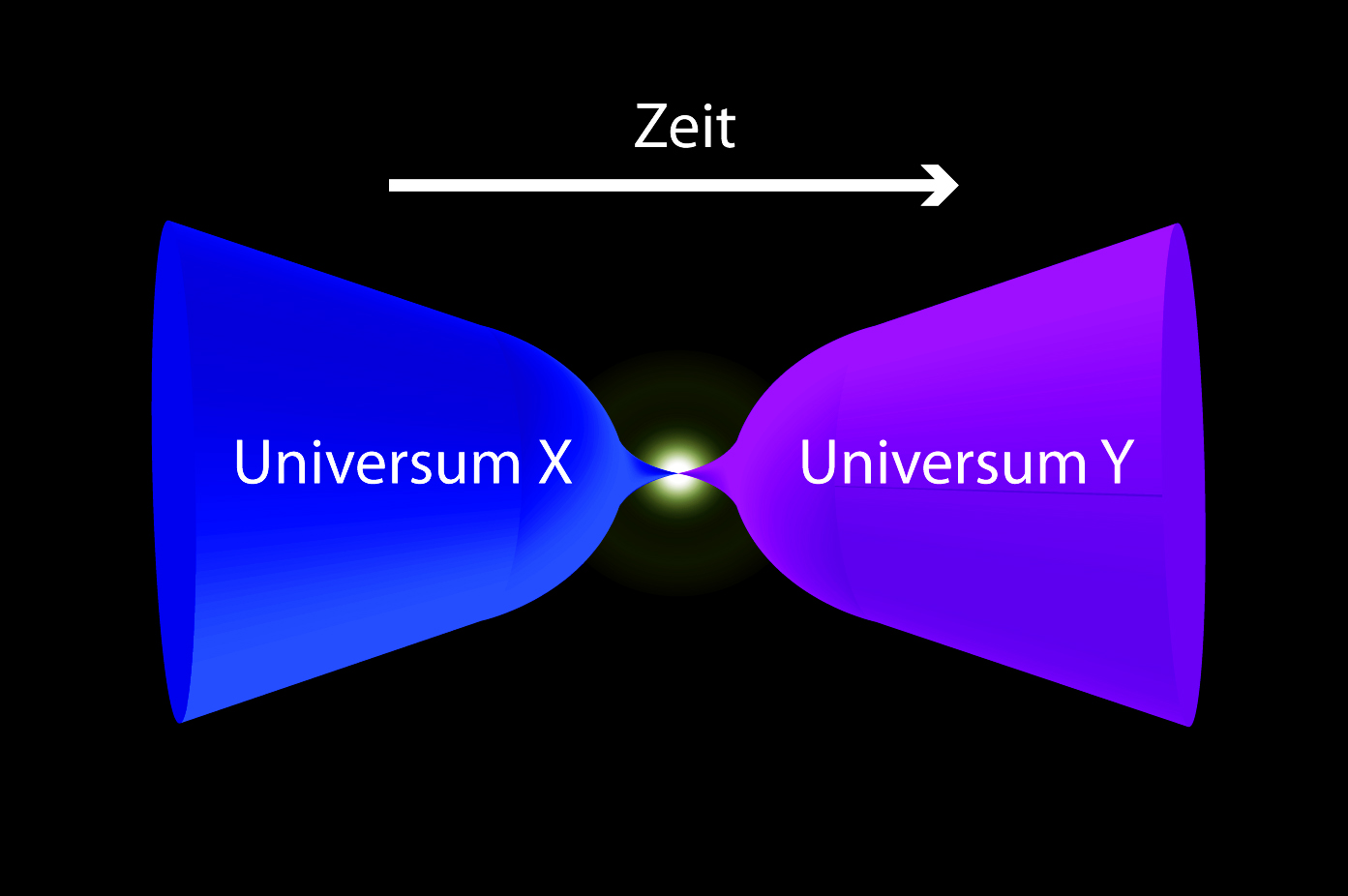
Der Kollaps (Big Crunch) eines Vorgänger-Universums X führt durch einen Rückprall (Big Bounce) zur Entstehung eines Nachfolge-Universums Y.

Im Rahmen seines Modells gab Bojowald auch eine neue Interpretation der Inflationstheorie des Universums.

## Physik oder Metaphysik
„Längst hat sich innerhalb der Astrophysik und Kosmologie ein subtiler Trend zum Metaphysischen abgezeichnet.“

So tastet sich auch der Kosmologe Martin Bojowald in seinem populärwissenschaftlichen Bestseller Zurück vor den Urknall bis an die Grenzen der Empirie heran und überschreitet sie sogar. Er zitiert metaphysische Fragestellungen der Vorsokratiker, antiker Naturphilosophen, wie Parmenides, Zenon, Heraklit von Ephesos, Leukipp, Demokrit und versucht, mit Hilfe seiner quantentheoretischen Gleichungen Antworten darauf zu geben:

„[Bojowald] reizt das Spekulative bis zum letzten aus und verlässt dabei ruhig einmal den Boden des Rationalen und schwebt in höheren Sphären – dies scheint in der Kosmologie seit einigen Jahren salonfähig zu sein wie nie zuvor.“

Sein Hang zum Phantastischen zeigt sich auch darin, dass er in sein Buch – über Abschnitte verstreut und in Kursivschrift gesetzt – eine Science-Fiction-Novelle eingearbeitet hat. Sie illustriert die Big Bounce-Theorie eines oszillierenden Universums, das sich ohne Anfang und ohne Ende in einem ewigen Kreislauf zwischen Expansion und Kontraktion befindet. Sie erzählt von der Erkundungs-Sonde „Kruskal“, die in allerfernster Zukunft ins Innere eines zentralen Schwarzes Lochs vordringt und vor ihrer Zerstörung noch ein Gravitationswellen-Signal aussenden kann. Die letzte Zivilisation des sich inzwischen kontrahierenden Universums kodiert alles angesammelte Wissen, eine „kulturelle Boje“, in einem starken Gravitationswellensignal, in der Hoffnung, nach dem Vorbild der legendären Sonde Kuskal die Anfangsparameter durch den nächsten Big Bounce hindurch in das Nachfolge-Universum hinüberzuretten. Gelänge dies, so würde das Nachfolge-Universum Erinnerungen an das Vorgänger-Universum bewahren und ihm ähneln. Diese Aufgabe, die „kosmische Vergesslichkeit“ zu überwinden, übernimmt eine „kollektive Quantenform“ des Lebens. Sie nennt sich „Qumran“ in Anlehnung an entschlüsselte Botschaften aus dem humanen Zeitalter ihres Vorgänger-Universums, und zwar basierend auf empfindlichen Überlagerungen der „Wellenfunktion des Universums“ – in Erwartung ihrer ewigen Wiederkehr.
Bojowald erinnert an Nietzsches mystischen, kosmologischen Gedanken der Ewigen Wiederkunft des Gleichen. In einem Aufsatz für Nature Physics schreibt er allerdings, dass eine ewige Wiederkehr des Gleichen wegen des quantenmechanischen Phänomens der Dekohärenz nicht möglich sei:

„An eternal recurrence of the same is prevented by intrinsic cosmic forgetfulness.“

„Eine ewige Wiederkehr des Gleichen wird durch die innewohnende kosmische Vergesslichkeit verhindert.“

Er hofft, dass in Zukunft auch experimentell gesichertes Wissen über das Universum vor dem Urknall möglich sein werde.

## Kritische Stimmen
So meint Hermann Nicolai, Direktor am Potsdamer Max-Planck-Institut für Gravitationsphysik, in einem Gespräch mit dem Spiegel, dass das Big-Bounce-Modell Ashtekars und seiner Kollegen zwar wesentlich näher an den Moment des Urknalls heranreiche als bisherige Versuche, so nahe, dass mit dem Auftreten von Quantengravitations-Effekten zu rechnen sei. Jedoch sei es zu simplistisch. Es bestehe aus einer drastischen Vereinfachung der Gleichungen.
Die wahre Natur des Urknalls, meint Nicolai, bleibe das große Rätsel.

## Ehrungen
- April 1995–Juni 1998: Studienstiftung des deutschen Volkes
- 2005: Porträt in Nature.[21]
- Basilis Xanthopoulos-Preis 2007.[22]
- NSF Career Award 2008: "Effective Descriptions in Cosmology"
- Teaching Award 2009, Penn State Society of Physics Students

## Veröffentlichungen
- Absence of a Singularity in Loop Quantum Gravity. In: Physical Review Letters, Bd. 86, S. 5227–5230, 2001. PDF-Download möglich auf INSPIRE-HEP.
- Inflation from Quantum Geometry. In: Physical Review Letters, Bd. 89, S. 261301, 2002.
- Quantum geometry and the Schwarzschild singularity. In: Classical and Quantum Gravity 23, pp. 391-411, 2006. Zusammen mit Abhay Ashtekar (download möglich).
- What happened before the Big Bang ? In: Nature Physics, 3, 523–525 (2007).
- Loop Quantum Cosmology. In: Living Reviews in Relativity, 11, Article number: 4 (2008). (pdf-download möglich).
- Big Bang or Big Bounce?: New Theory on the Universe's Birth, in: Scientific American, Oktober 2008, S. 44-51: Follow the Bouncing Universe.
- Der Ur-Sprung des Alls. Spektrum der Wissenschaft, Mai 2009, S. 26–32. (PDF; 828 kB, 7 S.)
- Zurück vor den Urknall. Die ganze Geschichte des Universums. S. Fischer, Frankfurt am Main 2009, ISBN 978-3-10-003910-1, eingeschränkte Vorschau in der Google-Buchsuche.
  - Rezension von Markus Pössel in: Spektrum SciLog, 24. September 2012.
  - Rezension von Dagmar Röhrlich: Zurück vor den Urknall, Deutschlandfunk, 28. Juni 2009.
- Canonical Gravity and Applications – Cosmology, Black Holes, and Quantum Gravity. Cambridge University Press 2010, ISBN 978-0-521-19575-1.
- A twist on relativistic astrophysics. Nature Phys 7, 188–189 (2011).

- Quantum Cosmology. A Fundamental Description of the Universe. Lecture Notes in Physics, Springer 2011, ISBN 978-1-4419-8276-6.
- The Universe: A View from Classical and Quantum Gravity. Wiley-VCH Verlag Berlin, 1. Auflage November 2012, ISBN 978-3-527-41018-7.
- Back to the beginning of quantum spacetime. In: Physics Today 66, März 2013. (PDF; 793 kB, 8 S.)